# Ročni minomet
Ročni minomet je nadkalibrsko ročno netrzajno orožje, ki je namenjen za protioklepni boj in/ali uničevanju sovražnikove žive sile.
Po navadi so kalibra od 44 - 90 mm, tehtajo pa do 15 kg.

## Osnovni deli
- mina
- cev z oporo za rame
- ročaj s prožilnim mehanizmom
- nožice
- merek

## Seznam
- seznam ročnih minometov